# 龚云尊
龚云尊（1975年3月—），中华人民共和国地方官员，硕士研究生学历。

## 生平
1996年7月，龚云尊参加工作，历任云南省商务厅办公室副主任、政策法规处处长、对外贸易处处长等职。2017年11月，出任云南省商务厅副厅长。2018年4月调至地方，任中共德宏州委常委、瑞丽国家重点开发开放试验区党委副书记（副厅级）、中共瑞丽市委书记。2019年中国（云南）自由贸易试验区成立后，龚云尊兼任自贸区德宏片区党工委书记。2020年9月至2021年3月间，瑞丽先后三次发生2019冠状病毒病疫情事件，尤以“3·29”疫情最为严重，龚云尊被认为对待疫情防控不力，形式主义、官僚主义问题突出，负有主要领导责任。2021年4月8日受到撤销党内职务、政务撤职处分，降为一级调研员。